# Lućmierz-Las
Lućmierz-Las ˈlutɕmjɛʂ-ˈlas est un village dans la Gmina de Zgierz, au sein de Powiat de Zgierz, Voïvodie de Łódź, en Pologne. Il se trouve à environ 6 kilomètres au nord-ouest de Zgierz et 14 kilomètres au nord-ouest de la capitale de la régionale, Łódź.
Le village a une population de 20 habitants.

## Histoire
Pendant la Seconde Guerre mondiale, plusieurs milliers de personnes sont tuées lors d'exécutions de masse. Lors de l'Intelligenzaktion Litzmannstadt (en) en 1939 ainsi que des prisonniers de la prison de Radogoszcz et des Juifs du ghetto de Łódź).
Un monument est construit en mémoire des victimes.